# Ivan Liprandi
Ivan Petrovitch Liprandi (em russo:  Иван Петро́вич Липра́нди) é um militar russo, estadista e historiador militar. Major General do Exército Imperial Russo. Avatar da polícia secreta. Autor de memórias sobre Pushkin. Irmão mais velho de Pavel Liprandi.
Seu pai veio da rica família mourisca de Liprandi, que se estabeleceu no Piemonte no século XVII. Seu pai era dono de tecelagens na Rússia, onde se estabeleceu no final do século XVIII. Sua mãe é uma aristocrata russa. Ivan e seu irmão Pavel foram batizados na fé ortodoxa.
Ivan Liprandi participou das Guerras Napoleônicas e da Batalha das Nações em Leipzig.. Até 1819 ele foi um oficial do corpo de ocupação russo na França. Durante esse tempo, ele conheceu os métodos de trabalho de inteligência do Chefe da Polícia Secreta Eugène-François Vidocq, que ele desenvolveu, aprimorou e aplicou com sucesso na Rússia.
Nas décadas de 1820 e 1830, ele foi oficial em várias guarnições na Nova Rússia, onde conheceu e tornou-se amigo de Pushkin.
Durante a Guerra Russo-Turca (1828–1829), ele estava na Bulgária, onde por acaso era o comandante do corpo de voluntários búlgaros no exército russo. Desta forma, ele conheceu o país e os búlgaros no local. 
Até a Guerra da Crimeia, ele estava totalmente engajado na formação, organização e atividade da polícia secreta czarista russa, ou seja, terceiro departamento — polícia política. Ele se aposentou durante a guerra.
Com o início do reinado de Alexandre II da Rússia foi novamente chamado ao serviço. Propõe um plano particularmente ousado e ambicioso para as atividades da polícia secreta, prevendo o controle total nas universidades e sobre os intelectuais, o que não foi adotado. Em 1861, ele finalmente se aposentou, mas deixando nas sombras foi a base de sucessos subsequentes na política e atividades da polícia secreta russa, serviços e inteligência até a Guerra russo-turca de 1877-1878.
Ivan Liprandi utilizou suas notas para a redação do romance "Guerra e Paz", pelo qual Liev Tolstói agradeceu especialmente e dedicou a primeira edição impressa do livro. Ivan Liprandi conhece muito bem a Bulgária e os búlgaros, dedicando-lhes várias obras deliberadas. 